# Dissahaï
Dissahaï ou Dissahay est un village de la Région du Littoral du Cameroun, situé dans la commune de Ndom. Situé à 14 km de Ndom, Dissahaï est localisé sur la route qui lie Ngambe à Ndikiniméki.

## Population et développement
En 1967, la population de Dissahaï était de 74 habitants, essentiellement des Babimbi du peuple Bassa. La population de Dissahaï était de 31 habitants dont 14 hommes et 17 femmes, lors du recensement de 2005. 